# Konstantin Höhlbaum

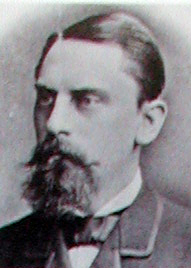
Konstantin Höhlbaum

Konstantin Johann Matthias Höhlbaum (* 26. Septemberjul. / 8. Oktober 1849greg. in Reval; † 2. Mai 1904 in Gießen) war ein Kölner Archivar, Historiker in Gießen und Mitarbeiter des Hansischen Urkundenbuches.

## Leben
Höhlbaum studierte 1868 bis 1869 an der Kaiserlichen Universität Dorpat und promovierte 1873 als Schüler von Georg Waitz an der Universität Göttingen mit einer Arbeit zur livländischen Quellenkunde des 14. Jahrhunderts. Wegen seiner Kenntnisse über die Geschichte der Hanse wurde er 1880 als Nachfolger von Leonard Ennen zum Stadtarchivar am Historischen Archiv der Stadt Köln berufen, wo er bis 1890 blieb. 1882 machte er sich um die Einrichtung der „Gesellschaft für Rheinische Geschichtskunde“ verdient; 1888 trug er maßgeblich zur Gründung des Kölnischen Stadtmuseums bei. Er redigierte die „Mitteilungen aus dem Stadtarchiv von Köln“ und Teile des Hansischen Urkundenbuchs. Sein Opus magnum sollte 1886 die Teiledition der Aufzeichnungen des Kölner Advokaten Hermann von Weinsberg (1518–1597) werden; abschließen konnte er es jedoch nicht, da er 1890 auf eine Professur nach Gießen berufen wurde, die er bis zu seinem Tode innehatte. 1889 wurde er zum korrespondierenden Mitglied der Göttinger Akademie der Wissenschaften gewählt. Er gehörte dem ersten Denkmalrat an, der aufgrund des 1902 im Großherzogtum Hessen erlassenen neuen Denkmalschutzgesetzes, des ersten modernen Denkmalschutzgesetzes in Deutschland, zusammentrat. Er fungierte insgesamt acht Jahre lang als Vorsitzender des Oberhessischen Geschichtsvereins.

## Wirken
Die Phase seiner Forschungsarbeit war auf die Quellen seiner baltischen Heimat gerichtet. Er versuchte, die in keiner Handschrift mehr überlieferte Reimchronik des Deutschordensbruders Bartholomäus Hoeneke zu rekonstruieren. Grundlage war die indirekte Überlieferung durch die Chronik des bremischen Notars und Historiographen Johann Renner, der etwa um 1583 verstarb. Höhlbaum hat diese Chronik nach der zweiten Redaktion von 1582 nach der Handschrift der Staats- und Universitätsbibliothek Bremen Ms. a. 17 zusammen mit Richard Hausmann herausgegeben und dabei in der Einleitung ausführlich auf die darin enthaltene Quellenschrift des Bartholomäus Hoeneke verwiesen. Später wandte Höhlbaum sich der Hansischen und Kölnischen Geschichte zu. Wenn auch seine Rekonstruktion der Hoeneke-Chronik weitgehend spekulativ war und mit manchen Fragezeichen behaftet ist, war Höhlbaum ohne Zweifel mit der seinerzeit modernsten Methodik der Quellenkritik vertraut und hat sich große Verdienste um die Erschließung von Quellen des Spätmittelalters und des 16. Jahrhunderts erworben.

## Schriften
- Joh. Renner's livländische Historien und die jüngere livländische Reimchronik. Inaugural-Dissertation zur Erlangung der philosophischen Doctorwürde an der Universität Göttingen, von Johann Matthias Konstantin Höhlbaum, Göttingen 1872.
- Die jüngere livländische Reimchronik des Bartholomäus Hoeneke, Leipzig 1872.
- Beiträge zur Quellenkunde Alt-Livlands, Dorpat 1873.
- Hrsg. mit Richard Hausmann: Johann Renners Livländische Historien, Göttingen 1876.
- Analecten zur preußischen Geschichte des 14. Jahrhunderts, in: Altpreußische Monatsschrift 16 (1879), S. 301–313.
- Die Annalen von Dünamünde, in: Neues Archiv der Gesellschaft für ältere deutsche Geschichtskunde 8 (1883), S. 612–615.
- Handschriftliches zur Geschichte Kölns, in: Neues Archiv der Gesellschaft für ältere deutsche Geschichtskunde 9 (1884), S. 221–224.
- Vicelin und seine Biographen, in: Forschungen zur Deutschen Geschichte 17 (1877), S. 209–229.
- Die zwölf Artikel des Bauern von 1525 niederdeutsch, in: Forschungen zur Deutschen Geschichte 17 (1877), S. 345–351.
- Hoeneke, Bartholomäus, in: Allgemeine Deutsche Biographie (ADB). Band 13, Leipzig 1881, S. 70.
- Aussagen und Urtheile über den Kölner Aufruhr von 1525, in: Mitteilungen aus dem Stadtarchiv von Köln 21 (1892), S. 45–64.
- Das Buch Weinsberg. Kölner Denkwürdigkeiten aus dem 16. Jahrhundert, Erster Band (= Publikationen der Gesellschaft für Rheinische Geschichtskunde, 3) Leipzig 1886 (Nachdruck Düsseldorf 2000).
- Inventare hansischer Archive des 16. Jahrhunderts. 1. Kölner Inventar, Bd. 1–2, Köln 1896–1903.
- Der Kurverein von Rense i. J. 1338, vorgelegt in der Sitzung vom 31. October 1903, Berlin 1903 (= Abhandlungen der Königlichen Gesellschaft der Wissenschaften zu Göttingen. Philol.-hist. Klasse. N.F. 7,3).
- Regesten der Erzbischöfe von Mainz, 1897.